# Bembidion minax
Bembidion minax är en skalbaggsart som beskrevs av Thomas Casey. Bembidion minax ingår i släktet Bembidion och familjen jordlöpare. Inga underarter finns listade i Catalogue of Life.